# Yossi Piamenta
Yossi Piamenta (Yosi Piamenta) (ur. w 1951 w Jerozolimie, zm. 2016 w Nowym Jorku) – izraelski muzyk, wirtuoz gitary elektrycznej, z racji tego, że był ortodoksyjnym Żydem, nazywany chasydzkim Hendrixem.
W 1963 mieszkał w Tel Awiwie, tam od swojego wuja - muzyka Alberta Piamenty - otrzymał pierwszą gitarę.
W 1974 wraz ze swoim bratem, flecistą Avi Piamentą, stworzył zespół "Piamenta Band". W 1976 spotkali się z amerykańskim saksofonistą jazzowym Stanem Getzem. Getz oczarowany muzyką zespołu zaprosił muzyków na nagrania do Nowego Jorku, co stało się początkiem kariery "Piamenta Band".
W Stanach Zjednoczonych m.in. pod wpływem ruchu Baal teszuwa - Powracających do Judaizmu - zwrócił się intensywnie ku religii żydowskiej.
"Piamenta Band" ma własny, niepowtarzalny styl - gra muzykę chasydzką z wpływami rocka, bluesa, jazzu, muzyki arabskiej i sefardyjskiej. Sam Yossi Piamenta twierdził, że inspirację czerpie z kulturowej różnorodności Jerozolimy.
Zespół wykonywał też covery znanych utworów, jednak z własnymi, religijnymi tekstami.

## Dyskografia

### Piamenta Band
- Mitzvah
- Let's Dance with the Piamentas
- The Piamenta Band
- Tismach
- Piamenta - 1990
- Songs of the Rebbes
- The Way You Like It!
- Strings of My Heart
- Big Time
- Piamenta Live NYC Performance
- Sason V'Simcha
- Heavenly Jams Band
- Yehiyu L'ratzon